# Шлезвиг-Холштајн
Шлезвиг-Холштајн (зфриз. , ниснем. Sleswig-Holsteen) је најсевернија држава Немачке. Главни град од краја Другог светског рата је Кил (пре тога је био Шлезвиг). Други већи градови су Либек и Флензбург. Са површином од 15.761,4 , Шлезвиг-Холштајн је једна од најмањих савезних држава. На северу се граничи са Данском, на југу са немачким државама Хамбург, Мекленбург-Западна Померанија и Доња Саксонија.

## Географија
Шлезвиг-Холштајн је географски јужни део полуострва Јиланд и севернонемачке равнице. Налази се између Северног, на западу, и Балтичког мора на истоку. Градић Норторф географска је средина покрајине.
Обала је веома дуга и представља 3,2% свих европских обала. Највиши врх је висок 168 метара. Многе површине су мочварне, а има и доста језера. Кроз државу пролази Килски канал.
Шлезвиг-Холштајн се у историји делио на следеће покрајине:
- Шлезвиг
- Холштајн
- Либек
- и некадашње војводство Лауенбург

Покрајине Шлезвиг и Холштајн делиле су реке Ајдер и Левенсау које су исто тако означавале северну границу Светог римског царства (пропало 1806) тј. Немачке конфедерације (1864). Након што су се војводства Шлезвиг и Холштајн ујединиле и постале пруска провинција, војводина Лауенбург се 1876. придружила и имала статус округа у Шлезвиг-Холштајну. Законом Велики Хамбург из 1937. Шлезвиг-Холштајну је прикључен бивше бискупско седиште Ојтин, ханзеатски град Либек, Гестахт, Гросхансдорф и Шмаленбек. Хамбургу су припојени Алтона, Вандзбек и неколико општина као Бланкенезе, које су дотада припадале Шлезвиг-Холштајну.

### Рељеф
Рељеф у Шлезвиг-Холштајну мења се од запада према истоку од мочваре, високи и ниски гест (терен наста ледничком ерозијом) све до побрђа Шлезвиг-Холштајна. Побрђе и гест настали су након задњег леденог доба. Источније налази се острво Фемарн које је такође настало у време леденог доба. Највећа река у Шлезвиг-Холштајну је Ајдер, а највећа узвишица је Бунгзберг са 168 m.
Западну обалу Шлезвиг-Холштајна запљускује плитко море. На северу (Северна Фризија) пред обалом се налазе низ острва и ниска, травом обрасла острвца и полуострво Ајдерштет. Западна обала се још дели на следеће крајеве: Видингарде, Бекингард, а према југу налазе се Нордергесхарде (који је делимично у Гисту), Сидергесхард (која потпуно припада Гисту) и острво Хелголанд.
Јужно од Сјеверне Фризије између ушћа Ајдера и Лабе налази се Дитмашен, које се саставља од Сјеверног Дитматршена и Јужног Дитмаршена и прелази у Елбмаршен, Вилстермарш и Кремпер Марш.
Исто као западни дио Шлезвиг-Холштајн исток је плодан. Западну обалу дијеле морски заливи у брежуљкаста полуострва: Ангелн, Шванзен, Денишер Волд и Вагриен. Крај око великих језера у Холштајну се назива „холштајнска Швајцарска“, а крај који се граничи с Геестом се зове Хитенер Берге.
Крај Геест који је због лошег квалитета земљишта касно освојен за пољопривреду, чак се може рећи да покушај колонизације у 18. стољећу није успео. Тако се није развила традиционална подела земље. Споменути ваља само следећа три краја:
- Schleswigsche Геест кроз које је ишао промет између рекама Шлај и Ајдер.
- Аукруг који је данас парк природе
- Шторман који је данас источни део округа Сторман

## Историја

### Прво насељавање и настанак Шлезвига и Холштајна
Шлезвиг-Холштајна су након задњег леденог доба населили ловци и скупљачи. Од 4000. п. н. е. насељавали су се први сељаци, који су саградили између 3500 до 2800 мегалитских грађевина, од којих данас још 100 постоји. До раног средњег века створиле су се четири група народа и језика. Северније од линије Ајдер – Треене – Екернферде северно-германски Данци и Јити, на северозападу Фризи, југозападном делу до линије Ајдер – Кил – Преец – Ојтин – Лаба западногермански Саси и у источном делу словенски Бодрићи. Током Саских ратова јужни део Шлезвиг-Холштајнаа је био под утицајем франачке државе. Између 768. и 811. франачки краљ и касније цар Карло Велики ратовао је против паганских северних Германа. Током тих ратова је саграђен и такозвани Даневерк, који је требало да буде штит од Саса и Словена. 811. је потписан споразум о миру у којем је река Ајдер била граница између Данске и франачке државе. У 12. и 13. веку све се више људи насељавало на то подручје и тиме је Ајдер заправо изгубио свој статус границе. Упркос томе је до краја Светог римског царства (1806) тј. до 1864, између војводства Шлезвига и војводства Холштајна, Ајдер остао формална, правна граница, јер северније од Ајдера је важило Јитско право. Тек су се увођењем Грађанског законика у 1900. Шлезвиг и Холштајна и правно приближили.

### Владавина Шауенбургера
На почетку 13. века дански краљ је покушавао освојити Холштајн. Након првих успеха, године 1227. у битки код Борнхеведа је доживео пораз. Око 1400. данска краљица Маргарета  је повратила данско власт у Шлезвигу, али су у међувремену грофови Холштајна ширили свој утицај у Јиланду. Зато је краљица Маргарета I морала признати њихово право на земљиште у Шлезвигу. Године 1386. грофови Шауенбургер су добили Шлезвиг, и тиме је он први пут био сједињен с Холштајном. Територијалну историју Шлезвига и Холштајна обележиле су свађе око поделе наследства. Тек је династија Шауенбургер ујединила Шлезвиг и Холштајн, тако да се у касном средњом веку може говорити једној територији.

### Данска владавина
Године 1460. се угасила лоза Шауенбургер, па је племство Шлезвиг-Холштајна изабрало данског краља Кристијана I за владара. Он је био нећак последњег Шауенбургера Адолфа VIII. По Рипенском уговору из 1460. војводства Шлезвиг и Холштајн не смеју се раздвајати, тако да је Шлезвиг-Холштајн до 1864. остао у персоналној унији с Данском. Дански краљ није владао као краљ над Шлезвигом и Холштајнаом него као војвода. Војводство Шлезвиг је даље остало данска суверена територија, а војводство Холштајна је била део Светог римског царства немачке нације. Почетком новог века војводства Шлезвиг и Холштајна опет се распадају у мања делове због поделе наследства. Најпознатији и најважнији били су војводе од Готорфера, који су били и заслужни за оснивање Килског факултета.

### Национализам и немачки ратови
У 19. стољећу све већи национализам у Данској као и у Немачкој води до два рата. Неспоразум није настао око Холштајна, који је већ од раног средњег века припадао Светом римском царству и од 1815. Немачкој конфедерацији, иако је владар Холштајна био дански краљ. Сукоб је избио око Шлезвига јер су и Немачка (Пруска) и Данска хтеле цели Шлезвиг. На северу Шлезвига живели су већином Данци, а на југу Немци.
Уве Јенс Лорнсен (рођ. на Силту) постао је 1830. вођа немачког дела Шлезвига. Почетком 1840-их година дански и немачки национални либерали покушавали су доћи до већег утицаја у Шлезвигу, тако да је већ тада настао сукоб између тих група. У склопу Мартовске револуције 1848. избио је отворени сукоб. У Килу је основана привремена влада која је заговарала да уједињени Шлезвиг-Холштајна уђе у Немачку конфедерацију, док су у Копенхагену дански национални либерали именовали владу која је имала циљ да се Шлезвиг уставно присвоји Данској. Неспојивост та два захтева довела је до Првог шлезвичког рата, у ком су се немачко становништво Шлезвиг-Холштајна узалуд бранило од данске надмоћи. По плановима немачких националних либерала Шлезвиг је требало да постане члан Немачке конфедерације и заједно са Холштајном бити независна држава којом би владао војвода од Аугустенбурга. По немачком праву он је био правни наследник тих двеју кнежевина, јер дански краљ и кнез Фредерик VII није имао наследника. По данском праву он би међутим могао бити само владар Холштајна, али не и Шлезвига, јер је у Данској ред наслеђивања могла настављати и женска линија.
У почетку су немачки становници Шлезвиг-Холштајна имали подршку народне скупштине, али због притиска других европских великих сила пруска војска и савезне одреди су се повукли и препустиле владу у Килу самој себи. Данска победа код Идшета 1850. уништила је све наде у један немачки Шлезвиг-Холштајна. 2. јула 1850. склопљен је Берлински мир између Немачке конфедерације и Данске. Упркос томе коначно решење за Шлезвиг-Холштајн није постигнуто.
У новембру 1863. Данска је донела Устав, које је требало да важи и за Шлезвиг. Тиме се нису више држали споразума о миру из 1851. године. Пруски канцелар Ото фон Бизмарк искористио је ту прилику да реши питање Шлезвига у немачку корист. Бизмарк је дао Данској кратки ултиматум и одмах након завршетка ултиматума Пруска и Аустрија објавиле су рат против Данске. Други шлезвички рат је у априлу 1864. завршен победом Пруске и Аустрије. Преговори о подели Шлезвига нису довели до никаквог резултата, тако да је Шлезвиг-Холштајн био под заједничком управом Пруске и Аустрије, а не, што је био циљ, независно војводство. Поједини делови Шлезвига су остали дански: острво Еро, седам Кирхшпила јужно од Колдинга и један мали део северније од Рипена. За то дански краљ предаје данске енклаве, које нису припадале Шлезвигу, (Лохарде, Мегелтондерхеред, Листланд на Силту, Зид-Рем, Амрум, Вестерланд-Фер).
Након Аустријско-пруског рата 1866. године Шлезвиг-Холштајн је постао пруска провинција, а од 1871. део Немачког царства. Главно питање политике канцелара Бизмарка било је питање Шлезвиг-Холштајна, што је оснивањем Немачког царства решено.

### 20. век
Међународни неспоразум с Данском завршио је тек 1920. Под притиском и надзором победничких сила Првог светског рата у северном делу Шлезвига, по пруско-аустријском договору из 1866, одржан је референдум. Како је Немачка изгубила рат била је у тешком положају, тако да је морала признати непогодне изборне јединице и тиме изгубила немачко оријентисане градове као што су Апенраде, Сондербург и Тондерн, као и немачко оријентисане делове округа Тондерна. Средња изборна јединица (с Фленсбургом) одлучила се за Немачку. Упркос тим изборима коначни договор између Данске и Немачке постигнут је тек 1955, када су решена сва питања око права мањина. При крају 1920тих, поготово на западној обали у Дитмаршену, нацизам је имао своје снажно упориште. Крваву ноћ у Вердену нацисти су искористили за пропаганду по целој Немачкој. Већ 1930. је Немачка Нацистичка партија на изборима добила 70% гласова. Од 1938. су се и у Шлезвиг-Холштајну палиле синагоге и оснивали мањи сабирни логори. После Другог светског рата Шлезвиг-Холштајн је био главно одредиште за избеглице из источне Пруске, Помераније и Хамбуржана који су остали без куће након бомбардовања. Од 1939. до 1949. број становника је нарастао за 1,1 милион на 2,7 милиона становника. Дана 26. фебруара 1946. британске окупацијске власти именовале су у Шлезвиг-Холштајну покрајинску владу. Дан пре Савезници су и формално укинули Пруску, па тим Шлезвиг-Холштајн није више био пруска провинција. Уз одобрење Савезника, 23. августа 1946. основана је самостална земља Шлезвиг-Холштајн с главним градом Килом. 20. априла 1947. је изабрана прва покрајинска влада, која је покрајинском прописом из 1949, одлучила да Шлезвиг-Холштајн од 12. јануара 1950. буде једна од савезних покрајина Немачке.
Дана 29. марта 1955. потписано је Бонско-копенхагенско објашњење којим су Немачка и Данска уговорили да мањине друге националности имају посебну заштиту. То објашњење је и данас је модел за договор међу државама око мањинским питањима.

## Административна подела
Државу Шлезвиг-Холштајн чини 11 округа и 4 града.
Некада је држава имала 17 округа али је он временом смањен на 11. Број општина је са 1.371 (1959) смањен на 1.131 (1994) и од 199 служба на 119. Истовремено је повећана површина четири града без округа.
31. децембра 2002. Шлезвиг-Холштајн је имао 11 округа и 1.130 општина. 1.019 општина има мање од 2.000 становника и имају почасног градоначелника. 62 општине имају статус града којега добију ако имају више од 10.000 становника. Општине које одраније имају тај статус, али немају више потребан број становника, га не губе.
У градовима живи 1,5 милион од 2,7 милиона становника покрајине Шлезвиг-Холштајн. Највише становника има округ Пинеберг; 290.000. Највећу површину има Округ Рендзбург-Екернферде — 2.400 km2.

### Окрузи и градови
|    | Округ                     | Седиште округа | Регистарска ознака |
| 1  | Дитмаршен                 | Хајде          |                    |
| 2  | Војводство Лауенбург      | Рацебург       |                    |
| 3  | Северна Фризија           | Хусум          |                    |
| 4  | Источни Холштајн          | Ојтин          |                    |
| 5  | Пинеберг (са Хелголандом) | Пинеберг       |                    |
| 6  | Плен                      | Плен           |                    |
| 7  | Рендзбург-Екернферде      | Рендсбург      |                    |
| 8  | Шлезвиг-Флензбург         | Шлезвиг        |                    |
| 9  | Зегеберг                  | Бад Зегеберг   |                    |
| 10 | Штајнбург                 | Итзехое        |                    |
| 11 | Штормарн                  | Бад Олдеслое   |                    |
|    | Флензбург                 | Флензбург      |                    |
|    | Кил                       | Кил            |                    |
|    | Либек                     | Либек          |                    |
|    | Нојминстер                | Нојминстер     |                    |

## Обележја Шлезвиг-Холштајна
| Грб државе | Грб | Застава државе | Службена застава Шлезвиг-Холштајна |
| Грб државе | Грб | Застава државе | Службена застава Шлезвиг-Холштајна |

### Застава
Застава Шлезвиг-Холштајна састоји се од три водоравне траке. Горња трака је плава, средња бела, а доња црвена. Боје су адаптиране из грба државе и први пут су застава користили немачки становници Шлезвиг-Холштајна 1840. године, на почетку немачко-данских сукоба око Шлезвига. Савезници су након Другог светског рата заставу признали 1949. Службена заставе државе је с грбом и смеју ју користити само службене области. Заставу Шлезвиг-Холштајн, која је без грба, сме свако користити.

### Грбови
На грбу се види на десној страни холштајнски лист коприве, а на левој страни лава Шлезвига.

### Химна
Службено се химна Schleswig-холстеина зове Wanke nicht mein Vaterland (Не тетурај, моја домовино), али се већином химна назива Schleswig-Holstein meerumschlungen (Шлезвиг-Холштајн окружен морем). Речи химне је написао Матеус Фридрих Хемниц, а мелодија је од Карла Готлиба Белмана.

## Становништво
У Шлезвиг-Холштајну има 2,82 милиона становника, што је 179 становника по km2. На северу у Шлезвигу живи данска мањина, а према Северном мору и фризијска мањина. Староседеоци Шлезвиг-Холштајна су саског, фризијског и јитског порекла. Од 1939. до 1949. досељавале су се избеглице из Помераније и источне Пруске и повећале број становника за 1,1 милион. Демографија Шлезвиг-Холштајна одговара остатку СР Немачке; 45,7% жена је удано, 12,9% удовице и 6,4% растављено. Код мушкараца важе следећи постоци 47,7%, 2,6% и 5,4%.
Густина становништва је неједнака. Највећа густина становника је у градовима који не припадају једном округу и у окрузима Пинеберг и Штормарн који су одмах до Хамбурга, док јужни Шлезвиг и округ Дитмаршен имају најнижу густину становништва.
Шлезвиг-Холштајн има од западних немачких савезних покрајина најмањи постотак (1994: 5,1%) странаца. Разлог томе је географски положај и слаби напредак привреде. Од 140.000 странаца је 22% из земаља старе Европске уније. Највећу групу странца са 42.000 чине Турци, а иза њих следи око 14.000 странаца са подручја бивше Југославије.

### Највећи градови
| Кил Либек | 1.  | Кил        | 239.866 | Флензбург Нојминстер |
| Кил Либек | 2.  | Либек      | 211.713 | Флензбург Нојминстер |
| Кил Либек | 3.  | Флензбург  | 83.462  | Флензбург Нојминстер |
| Кил Либек | 4.  | Нојминстер | 76.951  | Флензбург Нојминстер |
| Кил Либек | 5.  | Нордерштет | 74.574  | Флензбург Нојминстер |
| Кил Либек | 6.  | Елмсхорн   | 47.490  | Флензбург Нојминстер |
| Кил Либек | 7.  | Пинеберг   | 41.726  | Флензбург Нојминстер |
| Кил Либек | 8.  | Ицехо      | 30.956  | Флензбург Нојминстер |
| Кил Либек | 9.  | Ведел      | 31.725  | Флензбург Нојминстер |
| Кил Либек | 10. | Аренсбург  | 31.292  | Флензбург Нојминстер |

У Шлезвиг-Холштајну постоји много општина с мање од 500 становника. Арнис је са 365 становника најмањи немачки град.
Виденборштел је најмања самостална општина Немачке. У њој постоји само једна кућа и задњих је година имала двоје до седам становника.

### Језици
Службени језик је немачки. Нисконемачки језик говори се само у неким регијама, а дански, фризијски и ромски су језици мањина. У општинама близу данске границе између Niebüll и Флензбург говори се још јужнојитски језик.
Дански и фризијски говоре се само у северном делу Шлезвиг-Холштајна. У округу Северна Фризија и на Хелголанду је од 2004. фризијски други службени језик. До 12. века на југоистоку су живели Словени, што се може препознати по именима градова, који су словенског порекла: Либек, Лабое, Ојтин, Преетз, Рацебург).

### Религија
У Шлезвиг-Холштајну становници већином припадају протестантској вероисповести. Према подацима из 2004. 56,3% становника су протестанти тј. припадају Северној лапској евангеличко-лутеранској цркви, 6,1% су католици, а преко 37% не припада нити једној већој верској заједници..
Око 25.000 становника је исламске вјероисповијести, 15.000 су припадници Евангеличке слободне цркве, 6.800 евангеличко-лутеранске данске цркве, а има и 1.800 Јевреја. Северна лапска евангеличко-лутеранска црква је организована у три области: Шлезвиг, Холштајн-Либецк и Хамбург. Сваки део има свог бискупа. Католичка црква у Шлезвиг-Холштајну припада надбискупији Хамбург.

## Привреда
Шлезвиг-Холштајн је традиционално мање развијена покрајина са само два велика града, Килом и Либеком. Производна индустрија развила се релативно касно тако да много становништва и даље ради у пољопривреди. Привреда се заснива на пољопривреди и сточарству (узгој крава и свиња), бродоградњи, туризму, риболову и машиноградњи.
Уједињењем Немачке Шлезвиг-Холштајн није више добијао помоћ, него је морао плаћати, што је негативно утицало на привреду. Додатно се смањивала војска и морнарица што је такође имало негативан ефекат.
Шлезвиг-Холштајн се може поделити у три господарске зоне:
1. Привредно јака зона око Хамбурга (са машиноградњом и терцијарним сектором),
2. Привредно слабу западну обалу (пољопривреда, туризам, енергија вјетра)
3. и луке на источној обали (Флензбург, Кил и Либек) с трговином, саобраћајем и бродоградњом.

У задњим годинама трговина на Балтичкоме мору добила је на значењу. Поготово је лука у Либеку важан пут према Скандинавији, Финској, Русији и балтичким земљама. Кил је после Ростока најважнија трајектна лука. У Шлезвиг-Холштајну налази се две трећине бродова за ловљење рибе и око једна четвртина бродарских друштва. 20% промета у бродоградњи оствари се у Шлезвиг-Холштајну.
Шлезвиг-Холштајн има три нуклеарне електране, у Брунсбителу, Брокдорфу и Кримелу.
Туризам у Шлезвиг-Холштајну има већи значај него у другим покрајинама. 2002. 8.800 запослених привредило је 5,2 милијарди евра што је износило 4,6% националног дохотка (савезни просек је 2,8%). Нарочито су северна фризијска острва (на пример: Силт) привлачни за туристе, поготово за немачке туристе, али и на Балтичком море долази такође велик број туриста у места као што су: Тимендорфер Штранд, Остсибад Лабое, Екернферде или Гликсбург.